# Маринело (Месина)
Маринело је насеље у Италији у округу Месина, региону Сицилија.
Према процени из 2011. у насељу је живело 13 становника. Насеље се налази на надморској висини од 5 м.